# Růždí
Růždí je samota, která se nachází na katastru vesnice Maleč v obci Strašín. Usedlost se nachází v údolí Růžďského potoka pod Kůstrým v nadmořské výšce přibližně 720 m n. m. Jako přenesené pomístní jméno se používá název Růždí pro celé zalesněné údolí Růžďského potoka, které leží na hranici Plzeňského a Jihočeského kraje – na rozhraní katastrů vesnic Maleč, Lhota pod Kůstrým a Zálesí.

## Popis
V místě se nacházely dva vodní mlýny – stále existující Voldřichův mlýn a již zaniklý Matouškův mlýn. Kromě nich tam ještě stávala i pila. Do lokality nevede silnice, pouze lesní cesta. Poblíž (stále v Růždí v širším smyslu) se nachází kamenný útvar Kovadlina tvořený syenitovým porfyrem, uvádí se i jeho souvislost s Obřím hradem u Popelné. V Růždí se nachází i studánka.
Na sever od Růždí se nachází osada Parýzek patřící k obci Soběšice.

## Galerie

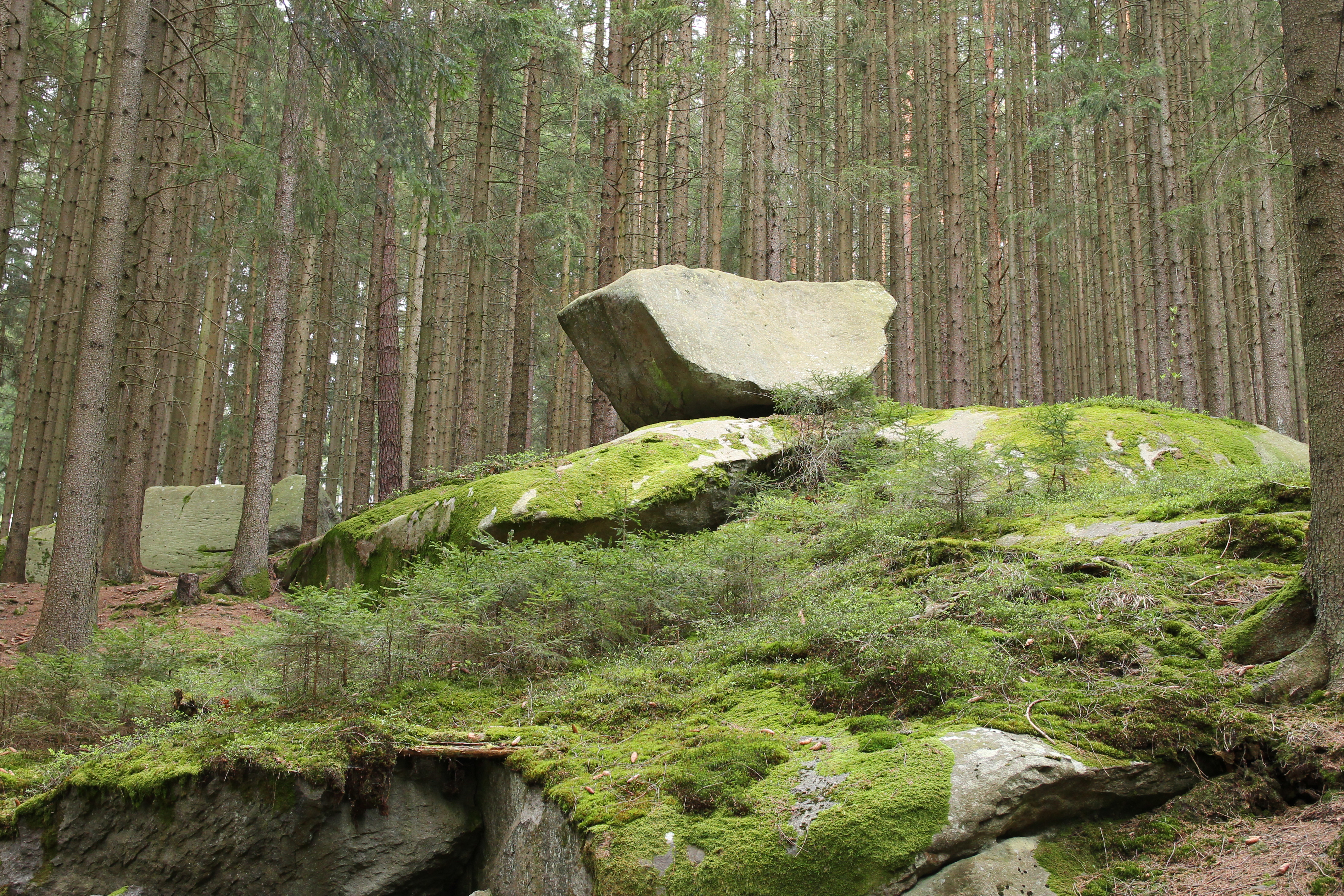
Skalní útvar Kovadlina
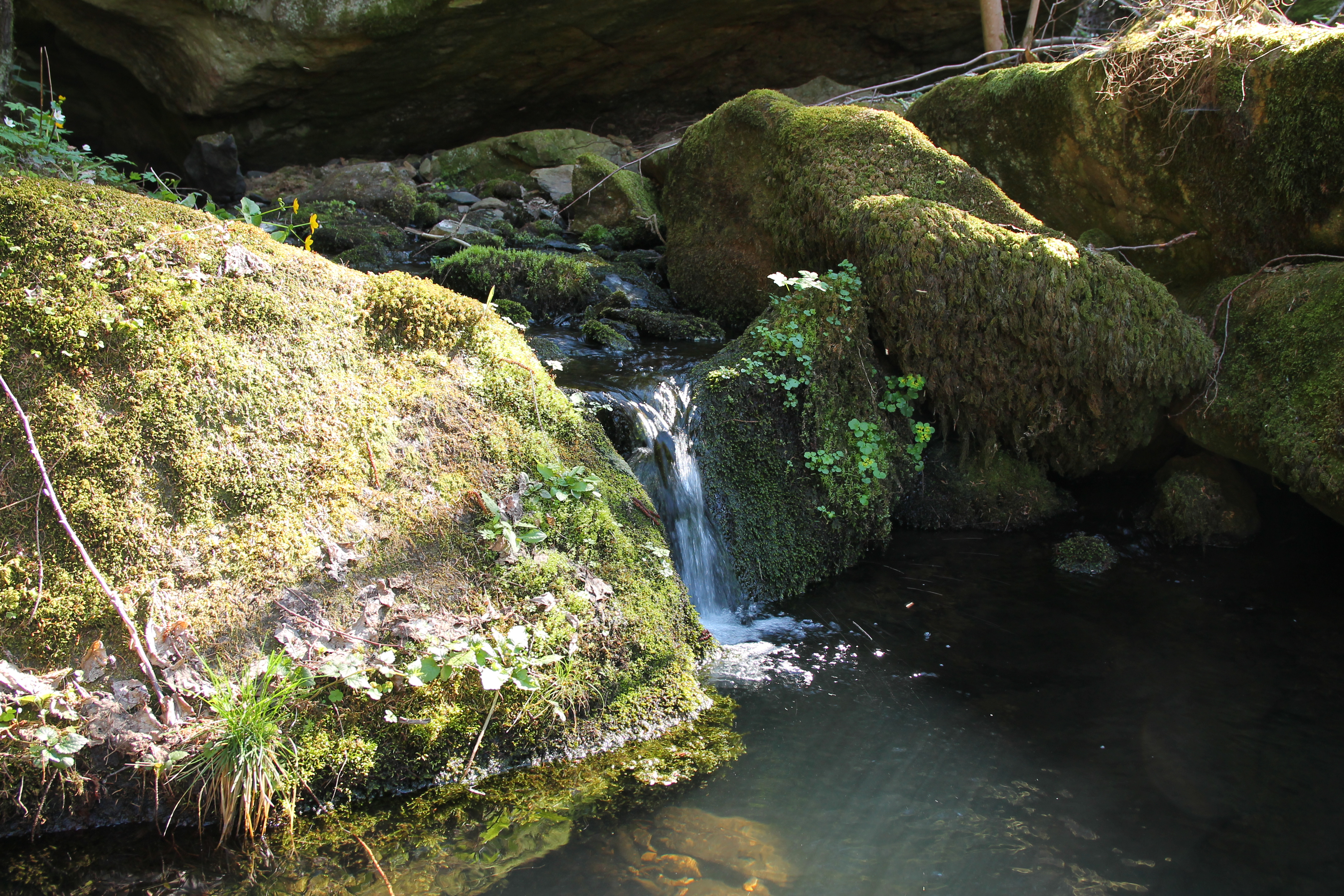
Růžďský potok
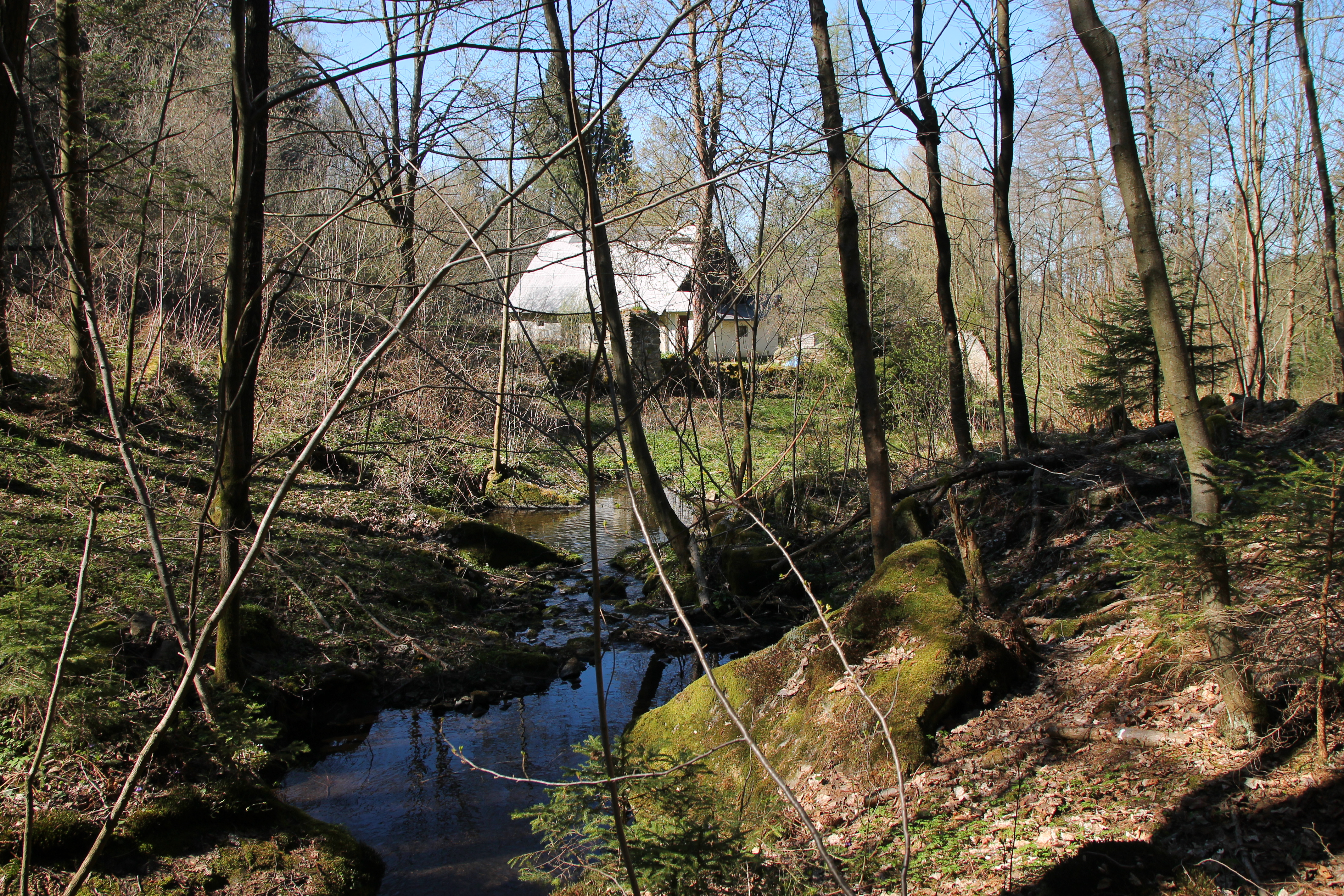
Pohled na chalupu od Kovadliny
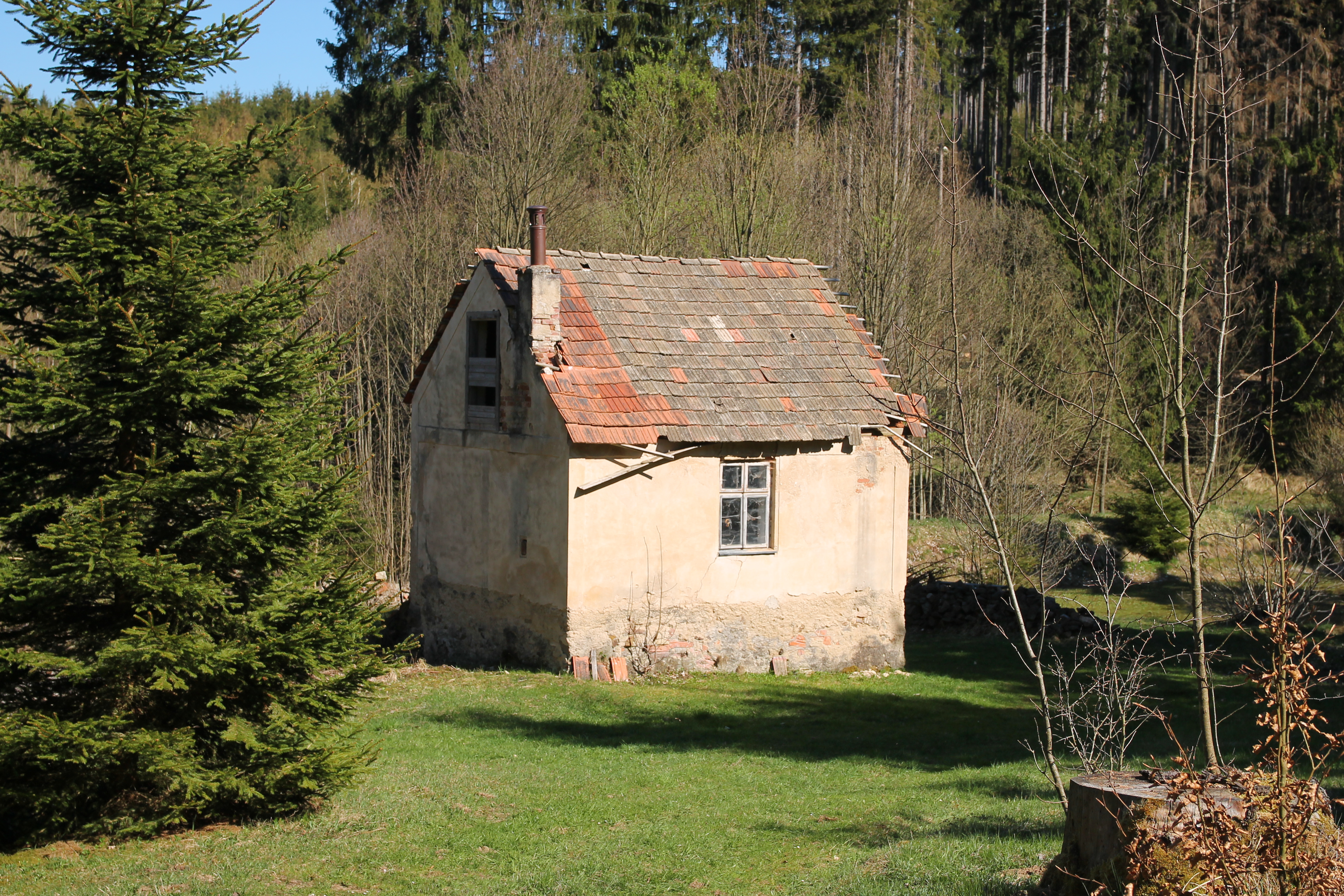
Dolní chalupa (pobořená)
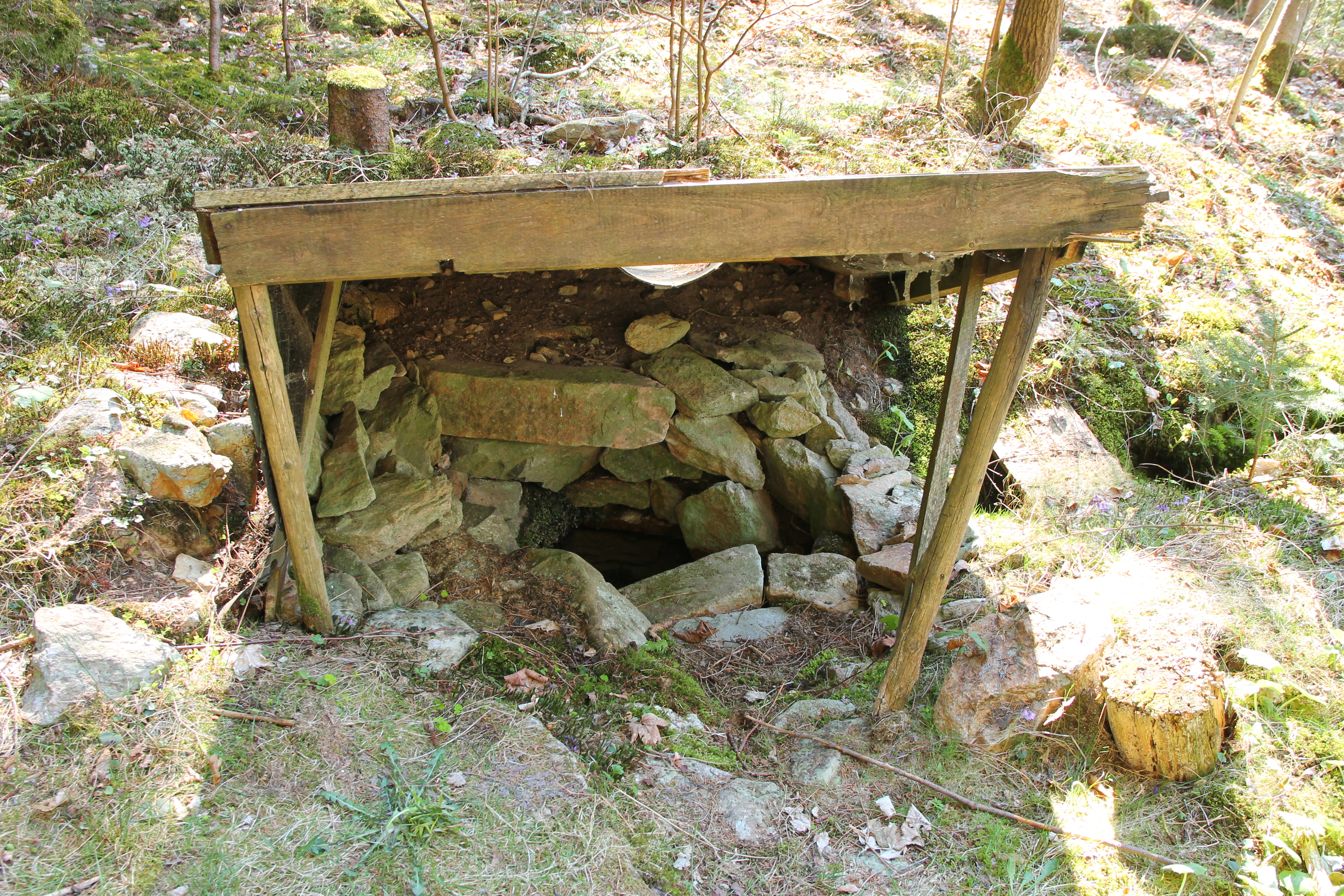
Studánka
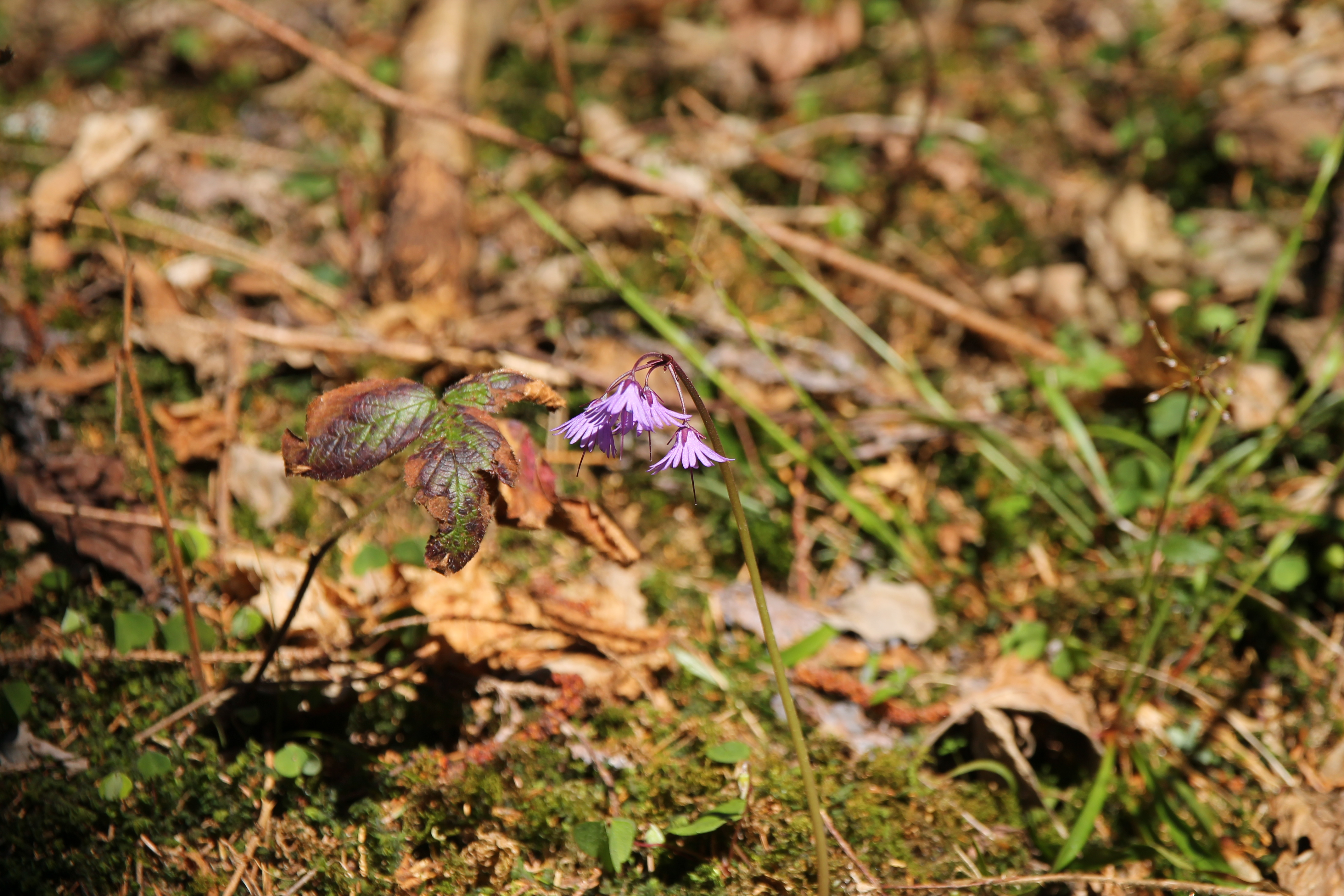
Dřípatka horská v Růždí
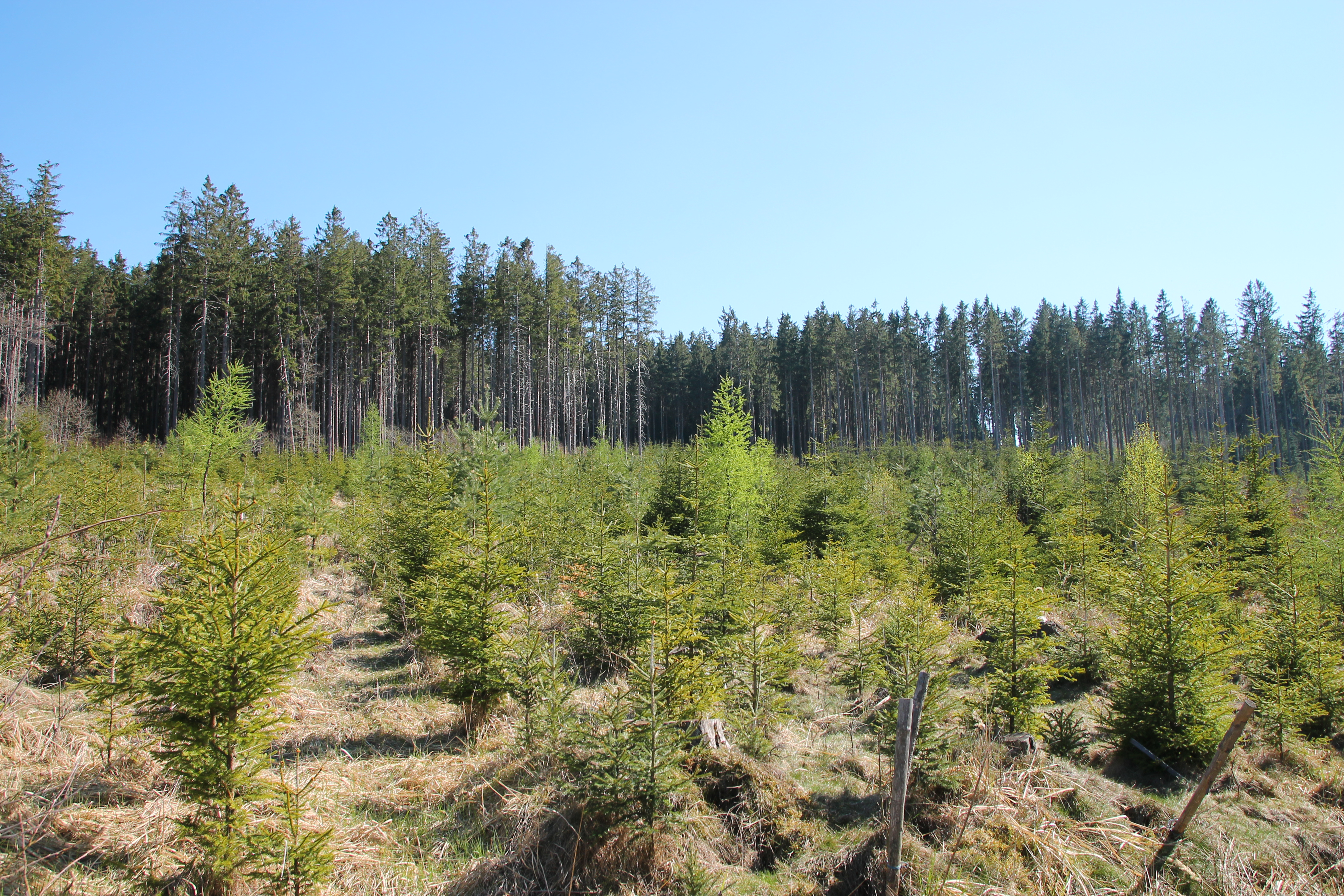
Les směrem k Benedě a Zálesí